# Pedrollo S.p.A.
A Pedrollo S.p.A. elektromos szivattyúk gyártásával foglalkozó olasz nagyvállalat, székhelye San Bonifacióban van. A világ több országában, köztük Magyarországon is rendelkezik képviselettel.

## Története
Silvano Pedrollo, a vállalat alapítója 1974-ben Dubajba látogatott, ahol annak idején a víz ára még magasabb volt a kőolajénál, a helyiek minden lehetséges forrásból próbálták kielégíteni igényeiket, egyre kevesebb sikerrel. Az alapító célul tűzte ki, hogy változtat ezen a helyzeten, ezért rövidesen befektetőket kezdett keresni ahhoz, hogy Olaszországban létrehozzon egy szivattyúkat előállító üzemet, illetve tárgyalásokat kezdett számos dubaji üzletemberrel és politikussal, akiknek elmagyarázta, hogy a szivattyúk segítségével hogyan nyerhetnék ki az értékes vizet a föld mélyebb rétegeiből, és elégíthetnék ki ezáltal igényeiket.
A vállalat négy évtized alatt megtartotta célkitűzését, hogy modern szivattyúrendszerei által segítsen azokon a területeken, ahol az emberek híján vannak a víznek. 1992-ben például a bangladeshi régiót segítették azzal, hogy újonnan kifejlesztett alacsony fogyasztású elektromos szivattyúkkal látták el a térséget teljesen ingyenesen. A régióban ennek köszönhetően érezhetően emelkedett a helyiek életminősége, az addigi irreálisan magas vízár jóval alacsonyabb szintre csökkent és megkezdődött a korszerű ivóvízhálózat kiépítése is.
A Pedrollo csoport kiterjedt tevékenységet folytat Dél-Afrikában is, szivattyúikat gyakorlatilag minden ipari és kereskedelmi létesítményben és számos otthonban is használják, nem csak nagy teljesítményük, de versenyképes áraik miatt is. A szivattyúkat a leggyakrabban a víz felszínre hozatalára, szállítására és öntözésre használják, így igen elterjedt típusnak számítanak a mezőgazdaságban is.
2002-ben a vállalat Pedrollo for Life programja elnyerte a Confindustria díjat, amelyet azért ítéltek oda, mert sikeresen segítettek elmaradott, vízhiányban szenvedő térségeken a helyi kultúrát felhasználva, az oktatás és a kommunikáció eszközeit megfelelő szociális érzékkel alkalmazva.
A Pedrollo vállalat ma a szivattyúk piacának egyik legnagyobb szereplője, gyártósoraik magas szinten automatizáltak, a gyártási folyamat során az ipari szabványoknak megfelelően, különféle minőségbiztosítási eljárások által biztosítva állítják elő termékeiket. A gyártási folyamat megkezdése előtt, még a tervezési fázisban modern próbapadokkal felszerelt próbatermekben zajlanak az elektromos és hidraulikus tesztek.
A Pedrollo szivattyúkat 160 országban forgalmazzák, évente több mint 2 millió terméket állítanak elő. A vállalat több mint negyvenéves működése során összesen több mint 2,5 millió szivattyút értékesítettek. A Pedrollo fő üzeme a vállalat központjában, San Bonifacióban 100 ezer négyzetméteren terül el, és számos kisebb egységből áll. A Pedrollo ipari parkban található a Pedrollo Management School. Ebben a képzési központban minden vállalati alkalmazott kiegészítő oktatásban részesül. A többfunkciós képzések mellett a cég támogatja a még specifikusabb technikai, gazdasági, vezetői és nyelvi jellegű felkészülést a kijelölt pozíciótól függően, képzett tanárok segítségével, mind az üzleti, mind az egyetemi szférából.

### Pedrollo Group
A Pedrollo márkanév ma már nem csak a Pedrollo S.p.A. vállalatot jelenti, hanem Pedrollo Group néven a szektor számos területét kiszolgáló csoportként jelenik meg a piacon:
- Pedrollo S.p.A.: szivattyúgyártás
- Linz Electric: energiaátalakító és termelő rendszerek gyártása, pl. generátorok, forgó hegesztők
- Gread Elettronica: elektromos rendszerek gyártása és a működtető szoftverek elkészítése
- City Pumps: szivattyúgyártás
- DGFlow: víznyomást szabályozó rendszerek gyártása
- Panelli: szivattyú- és motorgyártás

## Termékei
A Pedrollo vállalat többféle típusú és rendeltetésű szivattyút is gyárt, többek között felszíni szivattyúkat, búvárszivattyúkat, merülőszivattyúkat, illetve különféle szivattyú tartozékokat. A termékskálát több mint 60 elektromos szivattyúcsalád alkotja, amelyek alkalmasak számos háztartási, lakossági, mezőgazdasági és ipari igény kielégítésére.
Felszíni szivattyúik között számos különféle típus megtalálható, így periférikus, centrifugális, többlépcsős, függőleges tengelyű többlépcsős, önfelszívó, szabványosított centrifugális, hordozható és vízellátó típusok. Búvárszivattyúik között többlépcsős, periférikus és monoblokk szivattyúkat is találhatunk.

## Díjai
- 1979 – Aranyérem:

A Veronai Kereskedelmi Kamara által az elért magas technikai színvonalért, és a bel- és külkereskedelem területén elért eredményekért odaítélt díj.
- 1993 – Marco Polo Díj:

Avenetoi Kereskedelmi Kamara Külkereskedelmi Centruma által az 1992. évben a nemzetközi piacon legnagyobb növekedést elérő gyártónak odaítélt díj.
- 1994 – Aranyérem:

A Veronai Kereskedelmi Kamara által a technikai fejlesztések területén elért eredményekért odaítélt díj.
- 1995 – Company To Watch:

A DATABANK által az elért eredményekért odaítélt "év vállalata" díj.
- 1997 – Pump To Watch:

A DATABANK által a TOP „az év merülőszivattyúja” kifejlesztéséért odaítélt díj.
- 2000 – Pump To Watch:

A DATABANK által a 4SR "az év csőszivattyúja" kifejlesztéséért odaítélt díj.
- 2000 – Quality Of Life Díj:

Az Ernst&Young díja vállalkozók és vállalatok részere "a közösséggel szembeni érzékenységéért, valamint a kultúrát, a művészetet, a környezetvédelmet és a társadalmat támogató fejlesztési programjaiért" (Milano – Assolombarda)
- 2001 – A 2001. Év Vállalkozója Díj:

Az Ernst&Young nemzeti díja vállalkozók és vállalatok részére „a közösséggel szembeni érzékenységért, a szükséget szenvedő népek irányában folyamatosan tanúsított figyelemért, amikor is termékei segítségével biztosítja a legalapvetőbb emberi szükségletet, a vizet." (Milano – Assolombarda)
- 2002 – Vállalkozás és Kultúra Díj:

Confindustria díj a legértékesebb társadalmi tervezetért. Azon hatékonyságért, amivel sikerült alkalmaznia a kultúrát néhány gazdaságilag elmaradott, problematikus országban, mint kommunikációs és társadalmi erőforrást. (Napoli – Palazzo Reale).
- 2002 – Kreativitás És Innováció Díj:

Verona megye Ipari Egyesülete az elektromos szivattyúk területén elért vezető szerepéért.
- 2003 – Cerec Díj:

Az Európai Közösség díja a Gazdaság és a Kultúra közelítéséért, a fejlődő országokat, különösen Albániát és Bangladesh-t segítő "Pedrollo for life" tervért.
- 2004 – Domus Mercatorum Díj:

A Veronai Kereskedelmi Kamara által az új technológia fejlesztéséért, amelyek a háztartási, ipari és mezőgazdasági szivattyúk területén a világ élvonalába segítették a vállalatot.